# Adelante (periódico de 1916)
Adelante fue un periódico que era el órgano de la Federación de las Juventudes Socialistas Argentinas. Su primer director fue Juan Ferlini y colaboraban entre otros Amadeo Zeme, Luis Sous, Jacobo Halperín, Juan Greco y Rodolfo Ghioldi. 
Su orientación política coincidía las del socialismo internacional adoptadas en 1915 en Zimmerwald, Suiza. Dentro del Partido Socialista este grupo disiente con la posición oficial del partido en materia internacional y caracterizaba a la Primera Guerra Mundial como un conflicto interimperialista en contraposición con aquella que, partiendo de una postura neutralista y pacifista tendía hacia una posición proentente y también en política interna pues acusaban a la dirección del partido de abandonar la lucha de clases. Esta divergencia los llevará a empalmar con el bolcheviquismo ruso y desembocará en 1917 en la ruptura que llevó a la fundación del Partido Socialista Internacional que luego pasó a llamarse Partido Comunista Argentino.